# Sükow
Sükow ist ein Ortsteil mit 185 Einwohnern im Westen der Stadt Perleberg im Landkreis Prignitz. In seiner Geschichte hat sich Sükow von einem Angerdorf in ein Straßendorf gewandelt.

## Geographie
Sükow liegt im Westen der Stadt Perleberg. Weiter westlich schließt sich der Ortsteil Dergenthin an. Im Nordosten benachbart liegt der Perleberger Ortsteil Quitzow, im Osten die innere Stadt Perleberg. Im Süden grenzt Sükow an die Gemeinde Weisen mit ihrem Ortsteil Schilde, im Norden an die Gemeinde Karstädt.
Die Grenzen des Ortsteils folgen auf mehreren Abschnitten dem Verlauf von Wassergräben.
Zu Sükow gehört der Wohnplatz Platenhof. Er befindet sich im Nordwesten des Ortsteiles und wird vom Landschaftsschutzgebiet Agrarlandschaft Prignitz-Stepenitz umgeben.
Durch Sükow verläuft die Brandenburger Landesstraße L 12.

## Geschichte
1317 sind die von Wartenberg als Dorfherren von Sükow benannt.
Am 1. Mai 1973 wurde Dergenthin nach Sükow eingemeindet. 17 Jahre später wurde Dergenthin am 1. Mai 1990 wieder aus Sükow ausgegliedert und eigenständig. Am 6. Dezember 1993 erfolgte die Eingemeindung von Sükow in die Kreisstadt Perleberg.

## Bauwerke
Die Dorfkirche Sükow stammt aus der zweiten Hälfte des 13. Jahrhunderts. Die Dreifenstergruppe und der mit sieben Fialen bestückte Backsteingiebel auf der Ostseite des Kirchensaales ist unverändert erhalten geblieben. Der spätgotische Westturm des Feldsteinbaus wird auf das 16. Jahrhundert datiert. Ein darauf einst befindlicher Dachreiter ist nicht mehr vorhanden. Der für die Prignitz charakteristische hohe Turmdachstuhl entstand bereits 1546. Im Kirchenraum befindet sich ein auf das Jahr 1726 datierter Kanzelaltar. Der Kanzelkorb wird von geschnitzten Figuren von Christus und zwei Evangelisten geschmückt, die seitlich von Säulen und Ornamentwangen begrenzt werden. Das Kirchengestühl wurde 1562 von einem Meister Klaus Bake angefertigt. Die beiden Glocken stammen von 1446 und 1631.

## Einwohnerentwicklung
| Datum         | Einwohnerzahl |
| ------------- | ------------- |
| 1800          | 261           |
| 1817          | 173           |
| 1840          | 346           |
| 1858          | 388           |
| 1895          | 328           |
| 1925          | 267           |
| 1939          | 316           |
| 1946          | 399           |
| 11. Jan. 2011 | 185           |
| 31. Dez. 2012 | 178           |